# Pedro Escobedo
Pedro Escobedo là một đô thị thuộc bang Querétaro, México. Năm 2005, dân số của đô thị này là 56553 người.